# Necroscia fatua
Necroscia fatua är en insektsart som beskrevs av Carl Stål 1877. Necroscia fatua ingår i släktet Necroscia och familjen Diapheromeridae. Inga underarter finns listade i Catalogue of Life.